# Koubéwel Koundia
Koubéwel Koundia est une localité et une commune rurale du Mali de l'arrondissement central de Douenrza, dans le cercle de Douentza et la région de Douentza.

## Villages
La commune s'étend sur 14 localités relevées lors du recensement général de 2009. 
Les villages les plus peuplés sont :
- Mougui (2 510 habitants) ;
- Koira Bery (2 006 habitants) ;
- Koubéwel Koundia (1 363 habitants).